# Beatrice Gilman Proske
Beatrice Irene Gilman Proske(Thornton, 31 de octubre de 1899- Ardsley, 2 de febrero de 2002)fue una historiadora de arte, bibliotecaria, conservadora, académica e hispanista estadounidense.

## Biografía
Nacida en Thornton, Nuevo Hampshire en 1899, era hija de Alice May Hazeltine y Milan Gilman,una familia de granjeros.Estudio Historia del Arte y se graduó en Administración de Bibliotecasen el Simmons College de Boston,espoleada por su madre que siempre la veía interesada en los libros.En 1920 se incorporó a trabajar como bibliotecaria en la Hispanic Society de Nueva Yorkde la mano del fundador de la sociedad, Archer Milton Huntington.Pocos meses después de empezar, Huntington reclutó a un nutrido grupo de nuevas bibliotecarias de la Sociedad, incluida Proske, y les ofreció especializarse en un campo del arte para realizar la catalogación de los fondos.Así, a Proske le propuso especializarse en escultura; ella aceptóy a continuación realizó varios cursos en la School of American Sculpture de Nueva York.En los siguientes cinco años sumó diversos puestos más de responsabilidad como investigadora y conservadora y formó parte también del equipo editorial de la sociedad.Desarrolló toda su carrera en la Hispanic Society hasta su jubilación en 1972.
Especializada en escultura española del renacimiento y el barrocoy también de escultura estadounidense,se le reconoce por haber catalogado y publicado los fondos de escultura de la Hispanic Society,así como por los trabajos sobre las esculturas de Brookgreen Gardens, también vinculados a Archer Milton Huntington y su esposa, la escultora Anna Hyatt Huntington.Sus obras se inician en 1920 con el libro Gregorio Fernández, sobre el escultor barroco español, continúan con Catalogue of sculpture in the collection of the Hispanic society of America [2 volúmenes, siglos XIII al XVIII] (1930 y 1932), y siguen con diversos tratados de arte mudéjar, sobre el escultor Juan Martínez Montañés, Castilian sculpture, Gothic to Renaissance (1952) o Catalogue of sculpture [Brookgreen Gardens] (1936, revisado en 1968 y 1992), entre muchos otros. También se destaca su biografía sobre Archer Milton Huntington publicada en 1963.
Fue elegida miembro de la National Sculpture Society, de la Hispanic Society, del Instituto de Estudios del Sur de España y miembro honorario de la Brookgreen Gardens, Murrels Inlet, SC.También fue académica correspondiente de la Real Academia de Bellas Artes y Ciencias Históricas de Toledo, de la de Santa Isabel de Hungría (Sevilla) y de la Real de San Fernando.
Falleció en Ardsley, Nueva York en 2002.